# Alfreda Hausner

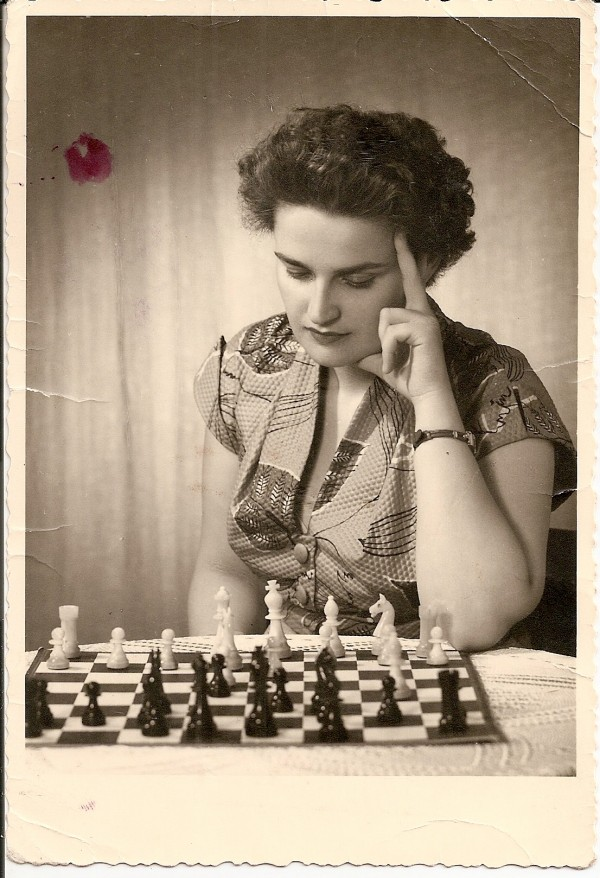
Alfreda Hausner bei einer Schachpartie, um 1950

Alfreda „Freda“ Hausner geb. Matevzic (* 27. Dezember 1927 in Wolfsberg in Kärnten; † 26. Februar 2019 in Wien) war eine österreichische Schachspielerin, die zweimal die österreichische Frauenschachmeisterschaft gewann (1953, 1976).

## Leben
Alfreda Hausner wurde in Kärnten geboren. Im Jahre 1938 zogen ihre Eltern nach Wien, wo Hausner danach lebte. Bereits als Kind spielte Hausner mit ihrem Vater und ihrem Großvater regelmäßig, beinahe täglich, Schach. Nach der Geburt ihrer Tochter (gegen Ende des Zweiten Weltkrieges) begann Hausner ernsthaft Schach zu spielen. Zufällig lernte Alfreda Hausner die Grande Dame des Wiener Schachs – Inge Kattinger – kennen, die sie in den Schachclub Hietzing einführte.

## Nationale Erfolge
Mehrmals trat Alfreda Hausner bei den österreichischen Frauenschachmeisterschaften an. Alfreda Hausner wurde zweimal österreichische Staatsmeisterin in Schach: 1953 in Horn und 1976 in Krems.
Bei der Meisterschaft 1953 lag Kattinger in den ersten Runden noch in Führung, ehe Freda Hausner und Hilde von Kasparowski aufholten und Hausner am Ende im Stichkampf gegen von Kasparowski als Siegerin hervorging. In weiterer Folge schaffte sie es nach ihrem Sieg auf die Titelseite der Welt-Illustrierten. Im Jahr davor war sie noch Vierte geworden.

## Internationale Erfolge
Hausner nahm für Österreich an acht Schacholympiaden teil: 1957, 1966, 1972, 1974, 1976, 1980, 1982, 1984. 1974 wurde die 6. Schacholympiade in Medellín (Kolumbien) ausgetragen. Bei dieser Olympiade holte Hausner als Reservespielerin die Bronzemedaille im Einzel für Österreich.

## Seniorenschach
Beinahe zehn Mal nahm Alfreda Hausner beim Seniorenschachturnier in Maria Alm teil.

### Weltmeisterin mit 60 Jahren
Im Jahre 1987 gewann Hausner mit 60 Jahren die Bronzemedaille bei der Seniorenweltmeisterschaft der Frauen (S60+), die in Bad Wörishofen ausgetragen wurden.

### Frau Schach
Alfreda Hausner war jahrelang Mitglied und Obfrau des Wiener Schachverbands "Frau Schach". Ein Interview mit Hausner findet sich auf der Website "Frau Schach".